# Династија Јорк
Династија Јорк је била млађи огранак енглеске краљевске династије Плантагенет. Три члана ове породице су били енглески краљеви краљем 15. века (Едвард IV Јорк, Едвард V Јорк, Ричард III Јорк). Династије Јорк потиче по мушкој линији од Едмунда од Ланлија, војводе од Јорка, четвртог сина Едварда III који је доживео пунолетство, али је такође представљала и старији линију која је потицала од Едварда, пошто су били когнатски потомци Лајонела, војводе од Калренса, другог сина Едварда III. На овој чињеници потомци су захтевали енглеску круну. У поређењу са династијом Ланкастер, она је имала веће право на енглески престо према когнатској примогенитури, али је имала мање право према агнатичкој примогенитури. Због овога ће ове две династије водити Рат ружа, у којој ће династија Јорк поразити своје противнике из династије Ланкастер у бици код Тевкесберија, али ће последњи краљ из ове династије Ричард III касније у бици код Босворта изгубити живот и круну од Хенрија VII из нове династије Тјудор. Династија Јорк ће по мушкој линији изумрети смрћу Едварда Плантагенета, 17. гроф од Ворика 1499.